# عقاب دریایی دم‌سفید
عقاب دریایی دم‌سفید (نام علمی: Haliaeetus albicilla) پرندهٔ شکاری بزرگی از خانوادهٔ بازان است. این عقاب خویشاوند نزدیک عقاب سرسفید است و نقش بوم‌شناختی آن در اوراسیا مشابه نقش بوم‌شناختی عقاب سرسفید در آمریکای شمالی است.

## ویژگی‌های جسمی
عقاب دریایی دم‌سفید ۶۹ تا ۹۲ سانتیمتر طول دارد، فاصلهٔ میان بال‌هایش ۱۸۲ تا ۲۴۴ سانتی‌متر است. ماده‌ها با ۴ تا ۶٫۹ کیلوگرم وزن قدری از نرها که ۳٫۱ تا ۵٫۴ کیلو وزن دارند بزرگترند. با این قواره عقاب دم‌سفید چهارمین عقاب بزرگ دنیا است.

## تغذیه

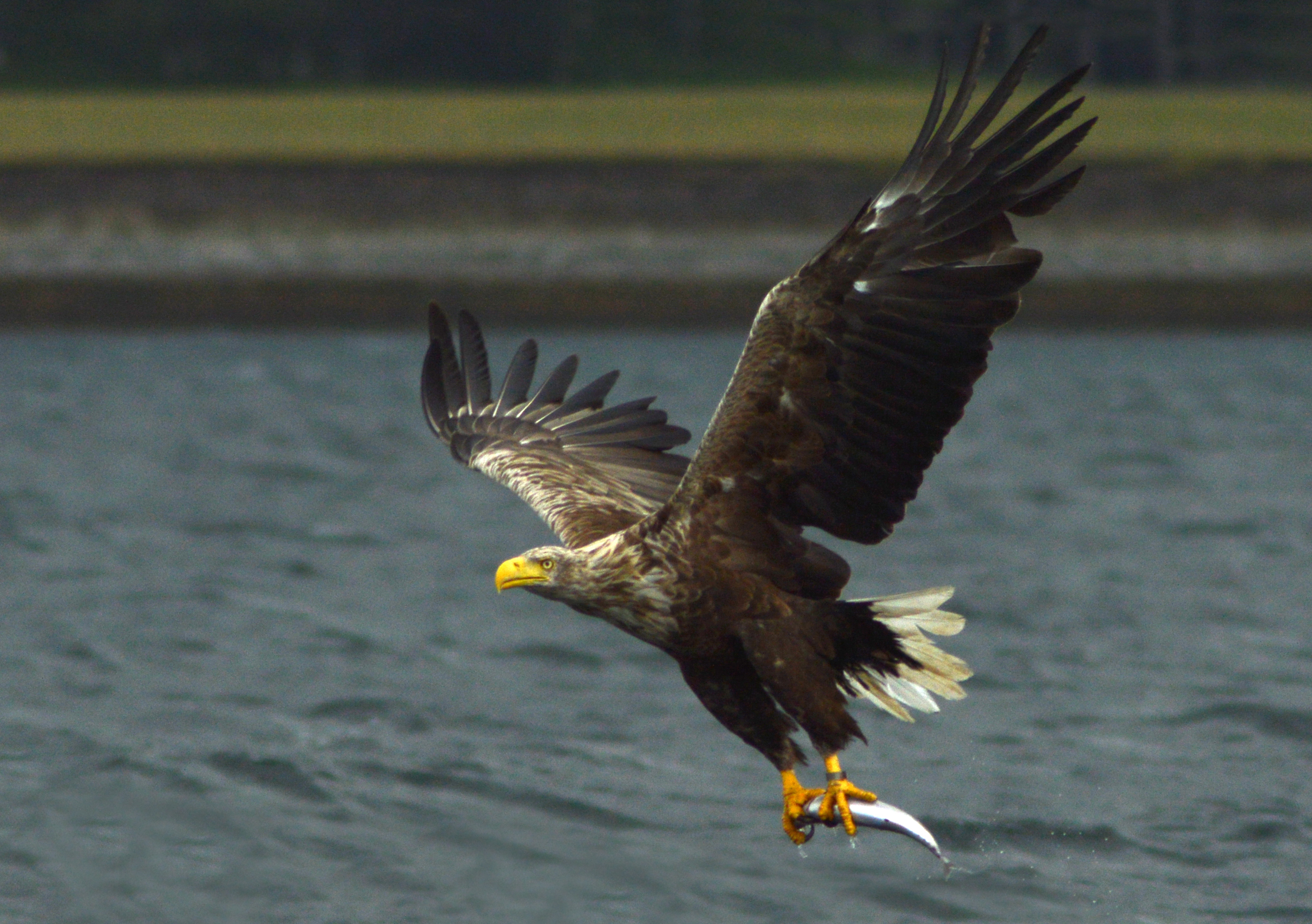
عقاب دریایی دم سفید در حال شکار ماهی

رژیم غذایی عقاب دم‌سفید متنوع است و شامل ماهی، پرندگان، مردار و گاهی پستانداران کوچک می‌شود. برخی از آن‌ها کاملأ مردارخوارند و به‌طور مرتب طعمه‌های پرندگان دیگر و سمورهای آبی را زورگیری می‌کنند. با این حال این پرنده در شکار هم متبحر است و می‌تواند بر سر شکار خرگوش با عقاب طلایی به رقابت کند. غذای مورد نیاز عقاب دم سفید حدود ۵۰۰ تا ۶۰۰ گرم در روز است. این حیوان هرچند از عقاب طلایی فعالیت کمتری دارد و در رقابت مستقیم با عقاب طلایی بر سر یک مورد شکار خاص معمولاً شکست می‌خورد، اما می‌تواند به تراکم جمعیتی بیشتری برسد و عقاب طلایی را در رقابت بقا از میدان به‌در کند چرا که رودهٔ دراز و دستگاه گوارشی نیرومندش امکان زندگی بهتر با غذای کمتر را به او می‌دهد.

## نگارخانه

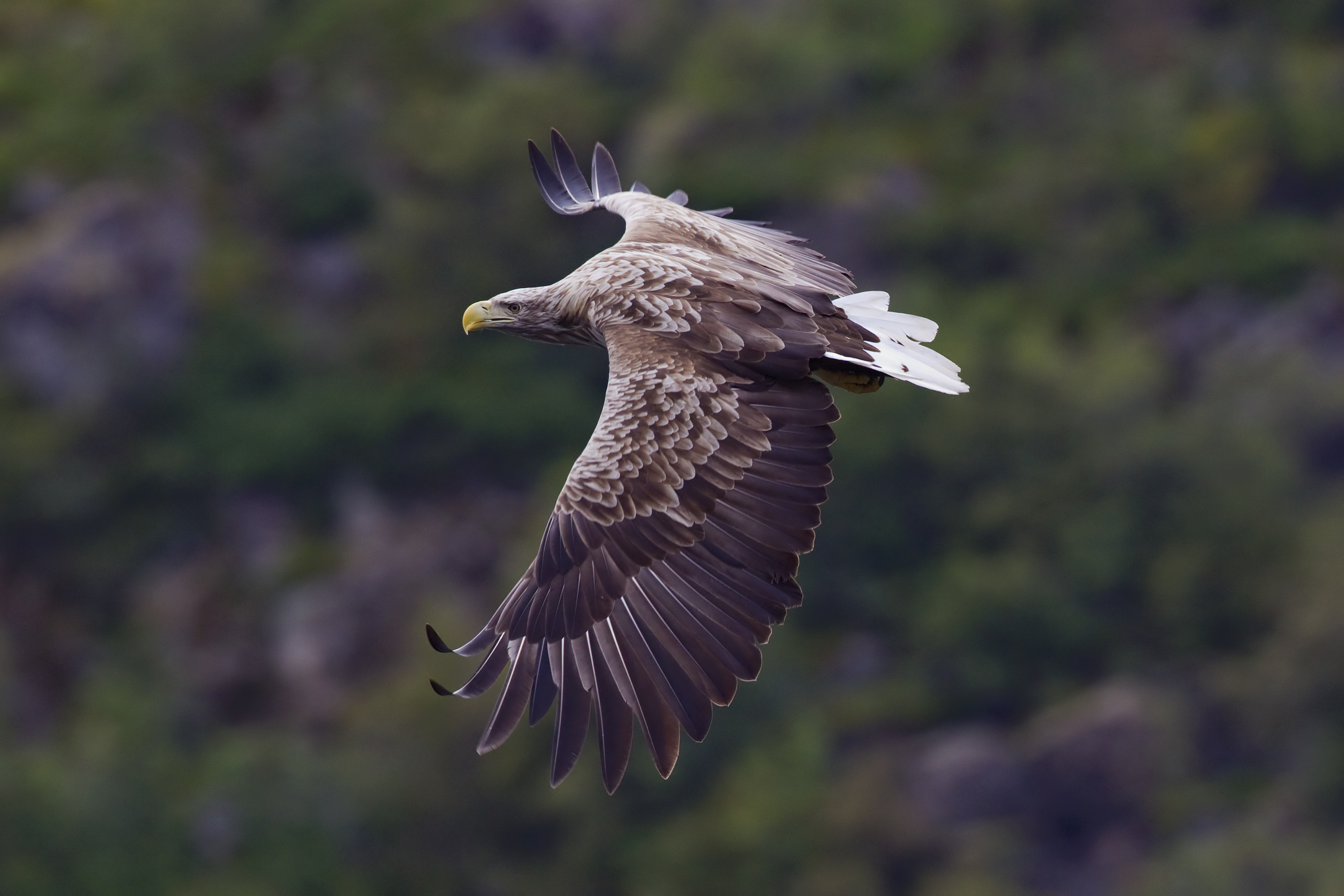
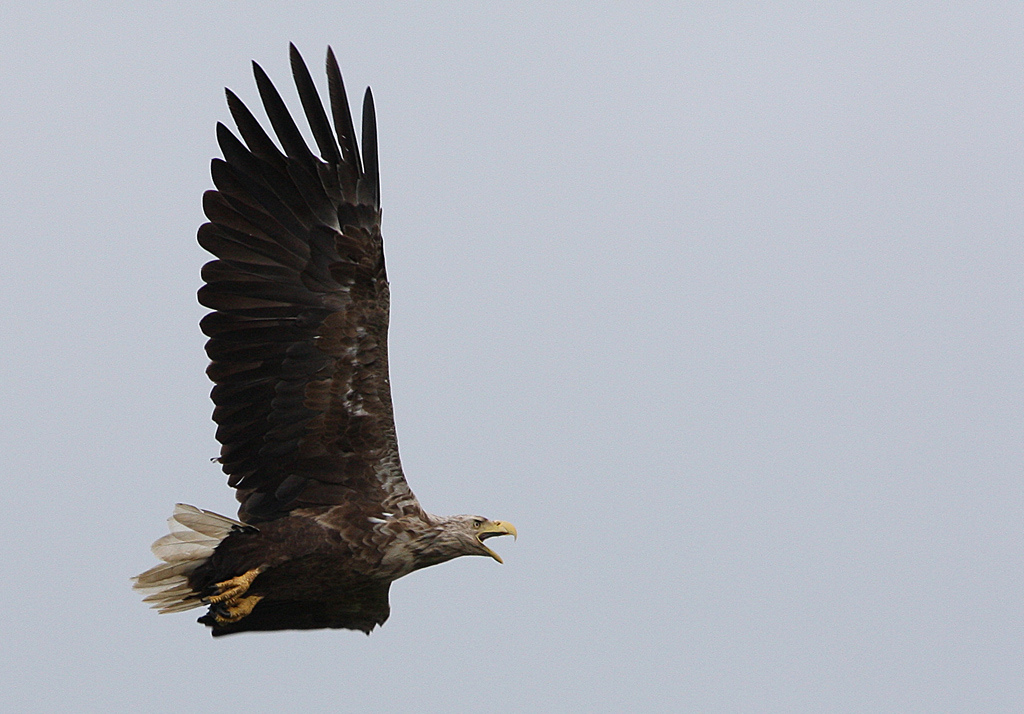
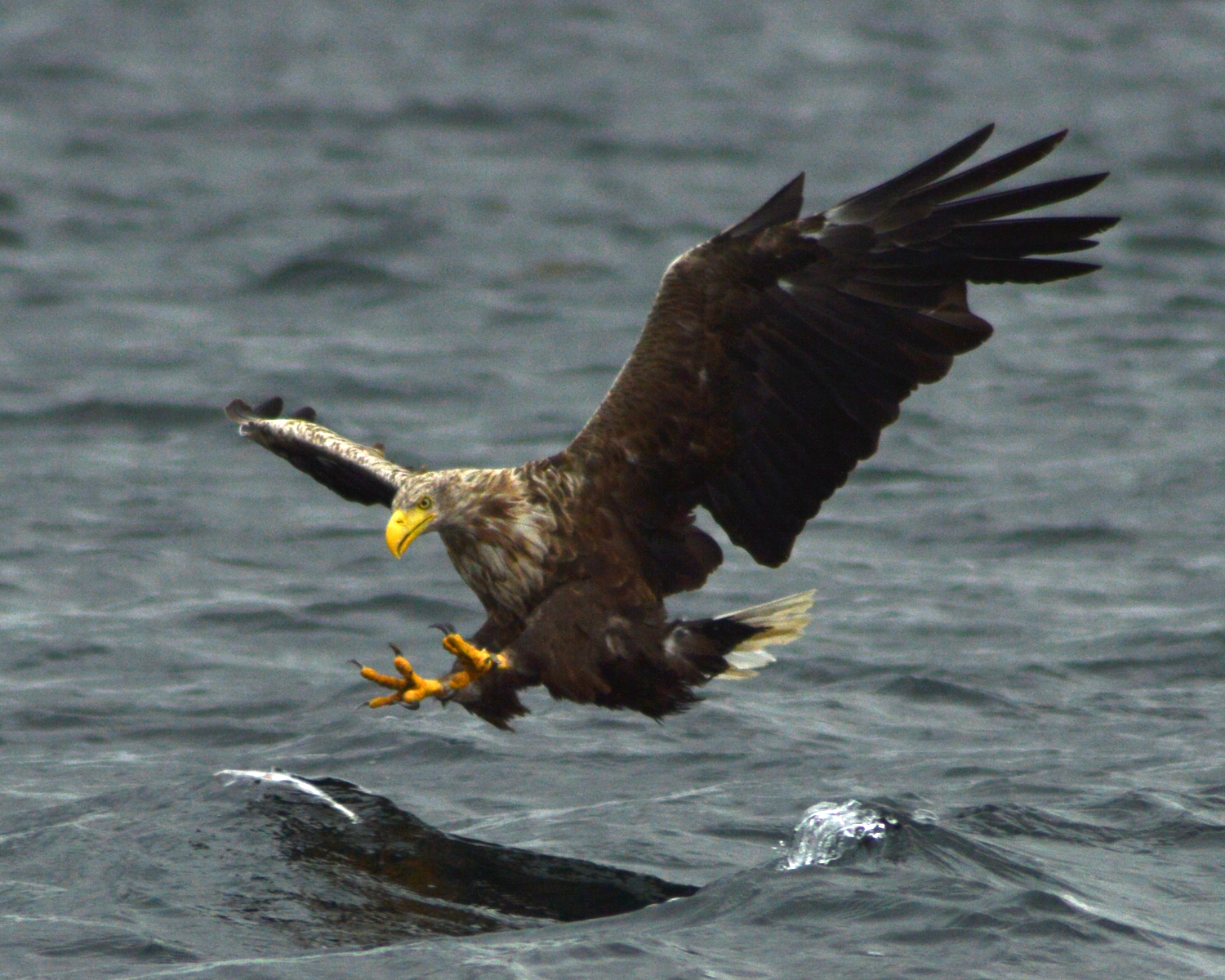
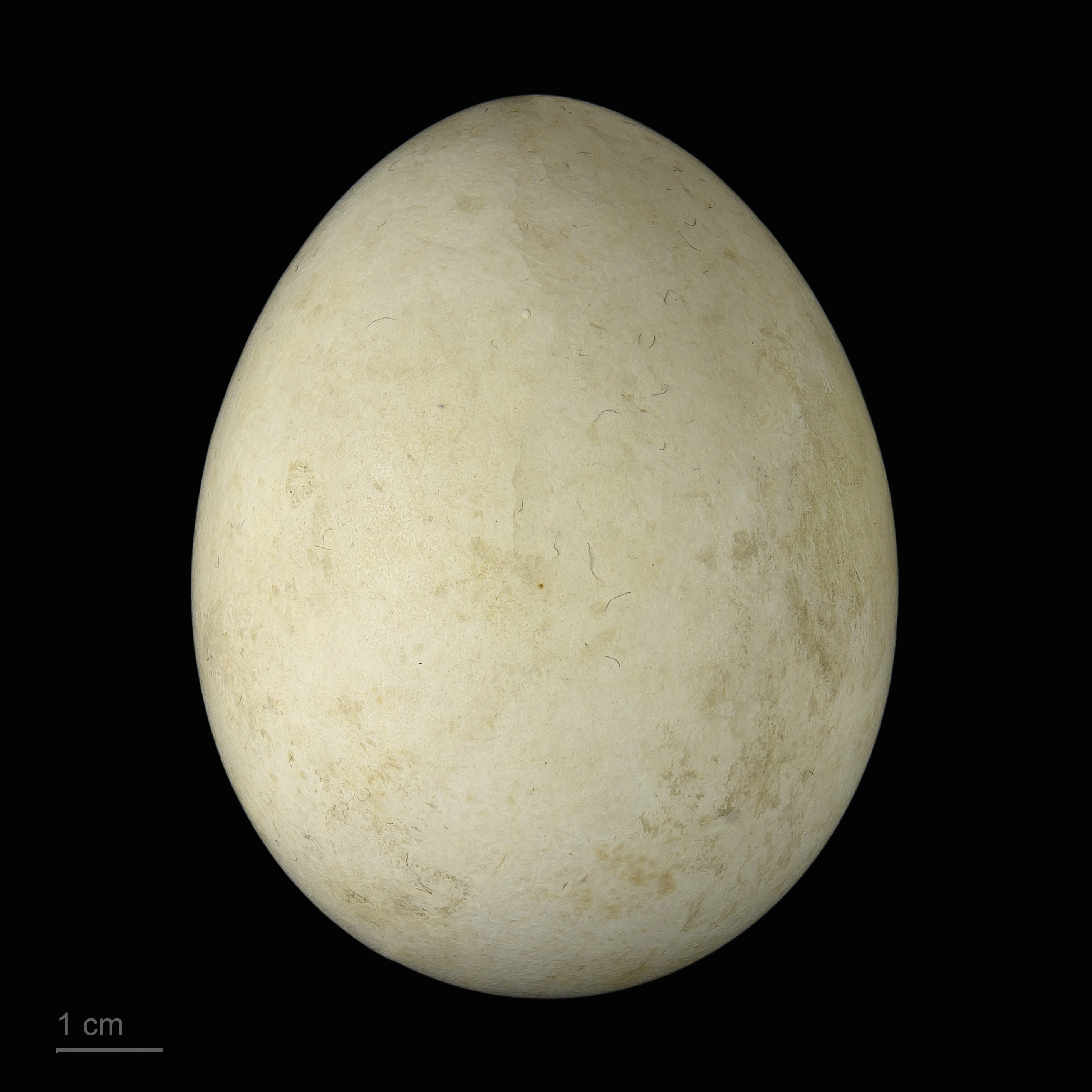
نمونه موزه‌ای
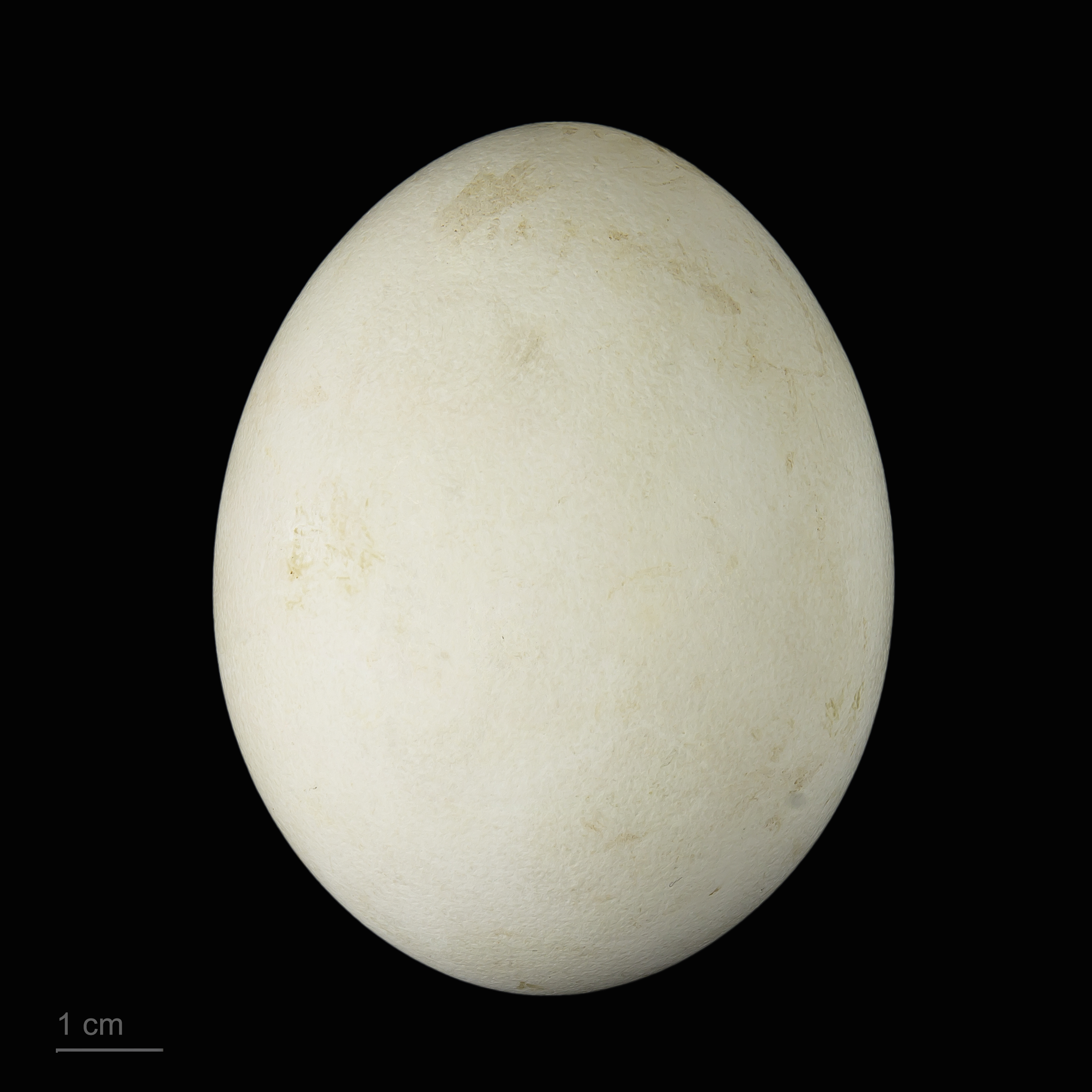
نمونه موزه‌ای- روسیه
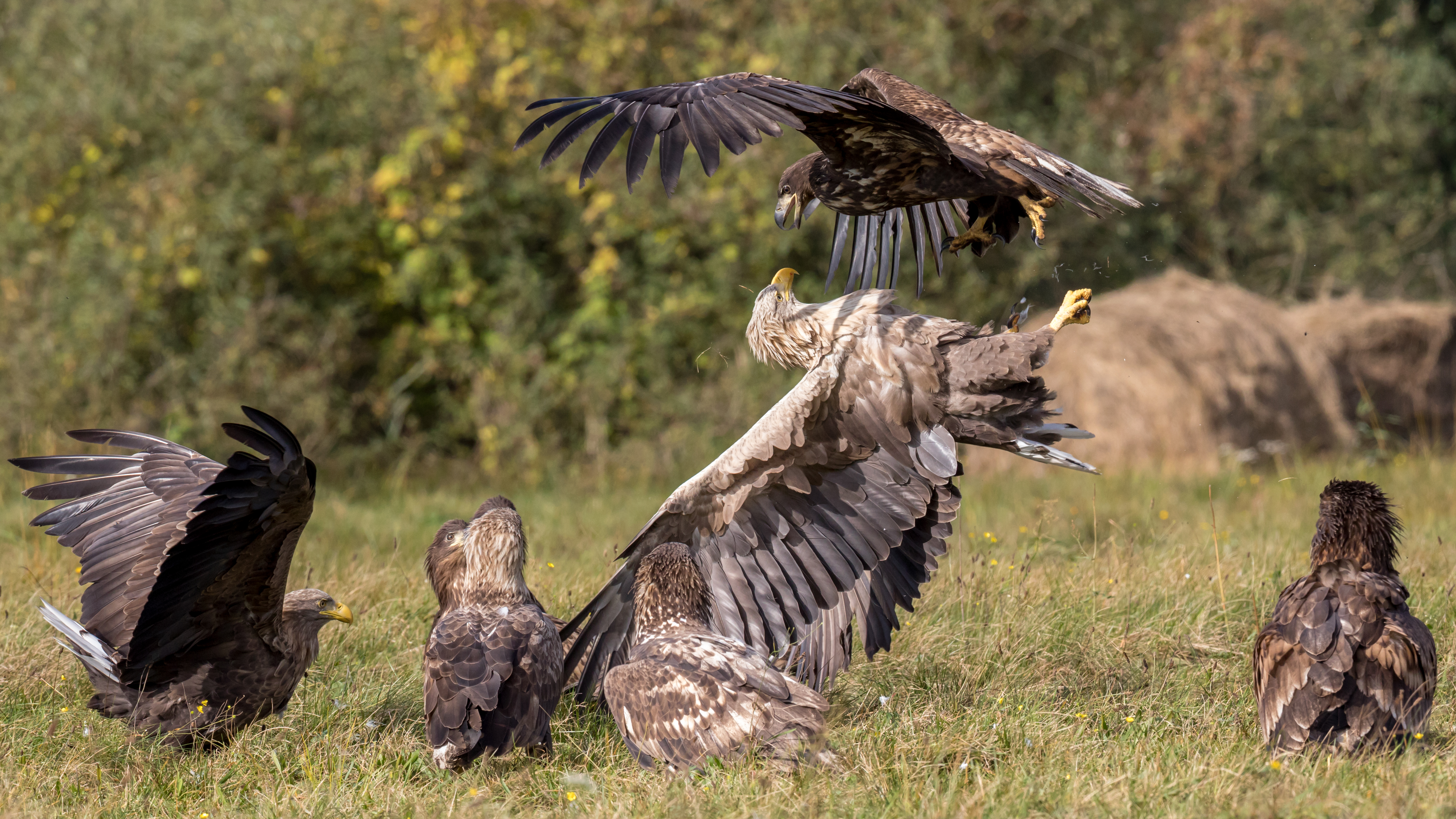
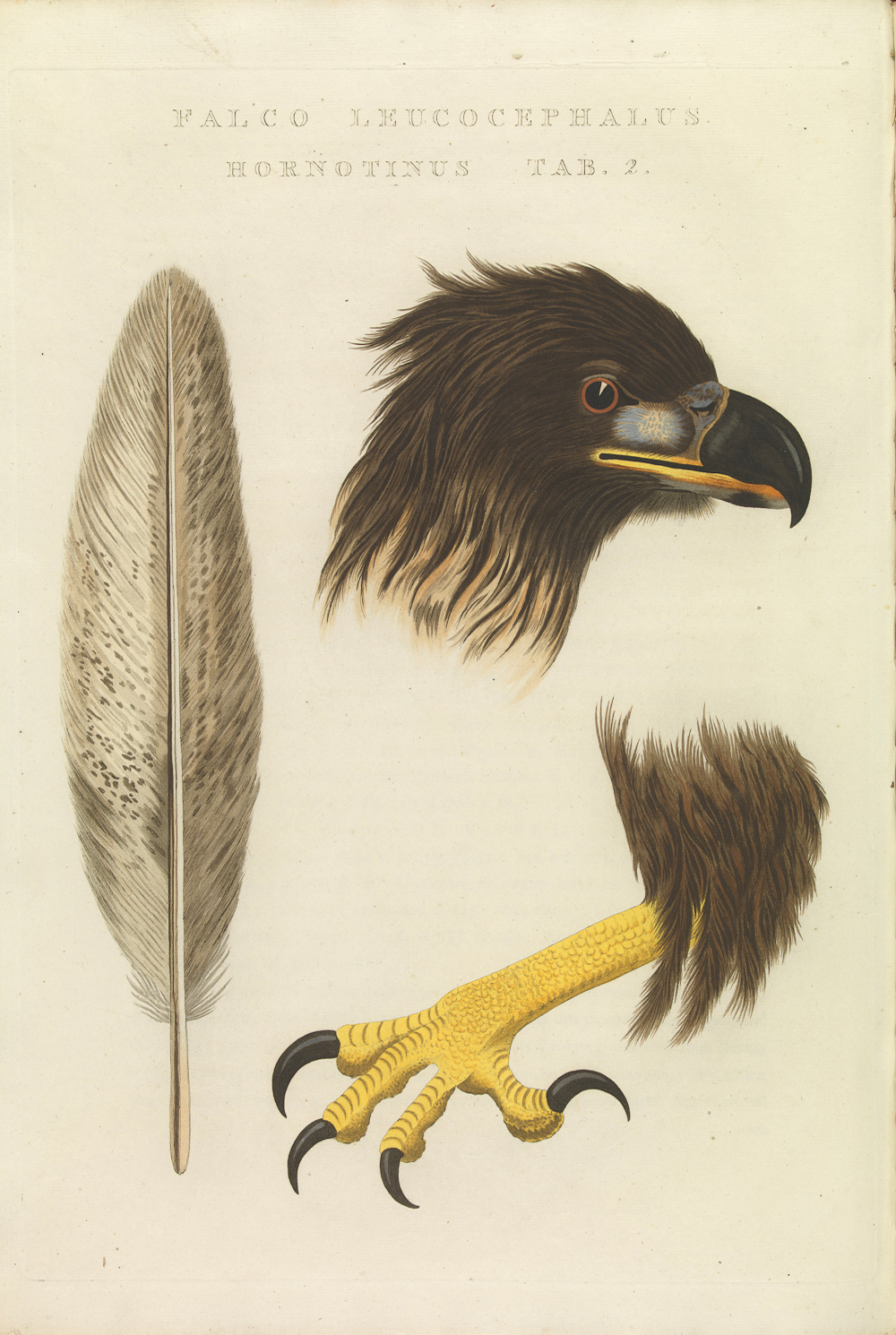